# 630
| [ Edytuj tabelę ]          |                                         |
| Cesarz Bizancjum           | - 610 Herakliusz 641                    |
| Cesarz Chin                | - 626 Tang Taizong 649                  |
| Król Essexu                | - 617 Sigeberht I Mały 653              |
| Król Franków               | - 629 Charibert II 632                  |
| Cesarz Japonii             | - 629 Jomei 641                         |
| Król Kentu                 | - 616 Eadbald 640                       |
| Patriarcha Konstantynopola | - 610 Sergiusz I 638                    |
| Władca Korei               | - 618 Yŏngnyu 642                       |
| Król Longobardów           | - 626 Arioald 636                       |
| Król Mercji                | - 626 Penda 655                         |
| Papież                     | - 625 Honoriusz I 638                   |
| Król Persji                | - 629 Parandokt 630 - 630 Hormizd V 632 |
| Król Wizygotów             | - 621 Swintila 631                      |

Rok 630 / DCXXX
stulecia: VI wiek ~
VII wiek ~
VIII wiek

lata: 620 «
625 «
626 «
627 «
628 «
629 «
630
» 631
» 632
» 633
» 634
» 635
» 640

## Wydarzenia
- Styczeń – prorok Mahomet zdobył Mekkę.
- Rozpoczęła się zwycięska ofensywa chińskiej dynastii Tang przeciw Turkom, co dało początek ekspansję Tangów w Azji Środkowej.
- Serbowie i Chorwaci osiedlili się w Illiricum (data sporna lub przybliżona).

## Urodzili się
- 7 listopada - Konstans II, cesarz bizantyjski, zm. 15 września 668
- Di Renjie — chiński urzędnik państwowy z czasów dynastii Tang